# Paterson (film)
Pour les articles homonymes, voir Paterson.
Pour le poème épique de William Carlos Williams, voir Paterson (poème).
Pour plus de détails, voir Fiche technique et Distribution.
Paterson est un film de Jim Jarmusch, sorti en 2016, avec Adam Driver et Golshifteh Farahani dans les rôles principaux. Il est présenté en sélection officielle au Festival de Cannes 2016.
Le film suit un chauffeur de bus qui écrit de courts poèmes inspirés de son quotidien. Il fait surgir la poésie de la routine, des rituels, des décors de sa ville, des objets familiers, des humains qui l'entourent et qu'il observe avec bienveillance.

## Synopsis

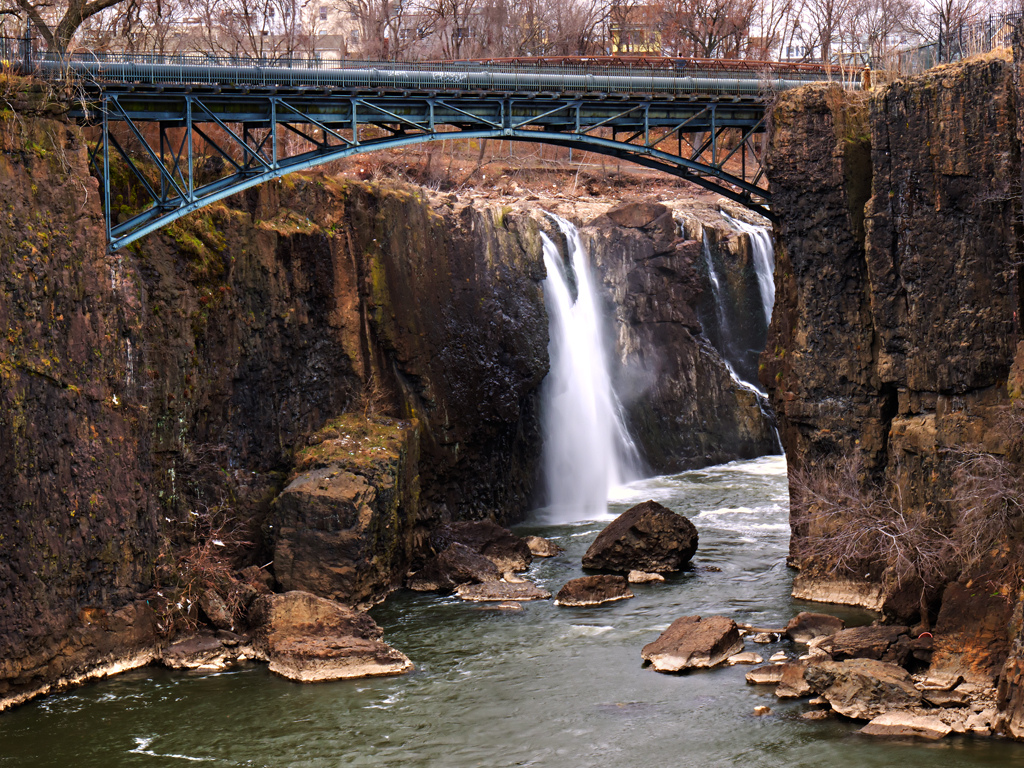
Le pont Chasm et les chutes de la rivière Passaic, à Paterson.

Le film montre sept journées de la vie de Paterson, chauffeur de bus vivant à Paterson, ville ouvrière du New Jersey. Il mène une vie réglée, paisible, harmonieuse. Il se lève sans réveille-matin entre 6 h 11 et 6 h 15, parfois à 6 h 28. Il conduit son bus, observant l'animation des rues, captant amusé les conversations de ses passagers… et voyant des jumeaux partout, depuis que sa compagne a rêvé qu'elle en attendait. Il déjeune sur un banc, face au pont Chasm et aux chutes de la rivière Passaic. Il profite de cette pause pour écrire des vers dans son carnet secret. Car il rédige des poèmes inspirés de sa vie et de ses rencontres. Il décèle de la poésie dans la routine, dans les rituels et les décors, dans la banalité de menus incidents, dans les paroles des humains qu'il côtoie. Ses vers libres chantent « les petits riens du quotidien, des choses ordinaires comme ces boîtes d'allumettes désuètes qui traînent sur le bar de sa cuisine. » Le soir, Paterson retrouve sa maison, sa compagne Laura. Il va promener leur bouledogue, s'arrête dans un bar où il croise des amis et boit une bière.
Paterson est un calme, un taiseux. Il offre un contraste étonnant avec Laura, femme au foyer enthousiaste, cuisinière audacieuse, bouillonnante de créativité, obsédée de cercles et de noir et blanc qu'elle décline inlassablement dans la décoration du logis, dans les vêtements, dans les pâtisseries. Paterson doit manger des céréales circulaires chaque matin. Parfois interloqué, parfois héroïque (il avale tant bien que mal la tourte aux choux de Bruxelles et au cheddar), toujours bienveillant, il laisse Laura « responsable de sa folie douce ». Laura lui fait promettre de photocopier ses poèmes pour les soumettre à des éditeurs. Du bout des lèvres, Paterson promet.
Dans la ville, berceau de nombreux talents artistiques, chacun se sent artiste : le chauffeur de bus est poète ; une écolière aimant Emily Dickinson l'est aussi ; un touriste japonais aussi ; Laura se disperse entre décoration, cuisine créative, musique et rêves de maternité ; Everett théâtralise ses déconvenues amoureuses ; Method Man martèle son rap avec conviction dans un lavomatique… Seul, Donny, le chef du dépôt des bus, ne veut voir que l'aspect prosaïque des choses, et se plaint tout le temps.
Le samedi soir, Paterson et Laura sortent pour aller voir un film en noir et blanc. Au retour, ils découvrent que le bouledogue Marvin a manifesté sa contrariété en déchiquetant en menus morceaux le carnet secret contenant les poèmes que Paterson n'avait toujours pas photocopiés.
Le coup est rude pour Paterson. Le lendemain, dimanche, est son jour de repos. Profondément abattu, il éprouve le besoin d'aller prendre l'air, seul. Il s'assied là où il a coutume de déjeuner, devant le pont Chasm et les chutes, lieu de rêverie favori de son poète préféré, William Carlos Williams. Un touriste japonais engage la conversation. Il parle de l'École de New York, de Frank O'Hara, d'Allen Ginsberg, de Ron Padgett… Ce Japonais est un poète. Comme William Carlos Williams, il a consacré un recueil de vers à la ville de Paterson. Il demande à son interlocuteur s'il écrit lui-même des poèmes. Paterson répond fermement que non, qu'il n'est rien d'autre qu'un chauffeur de bus. Le Japonais exprime des doutes. Il offre à Paterson un superbe carnet vierge. Il prend congé. Paterson examine le carnet, l'ouvre, puis sort un stylo de sa poche. Un nouveau poème naît aussitôt.

## Fiche technique
- Titre original : Paterson
- Réalisation : Jim Jarmusch
- Scénario : Jim Jarmusch

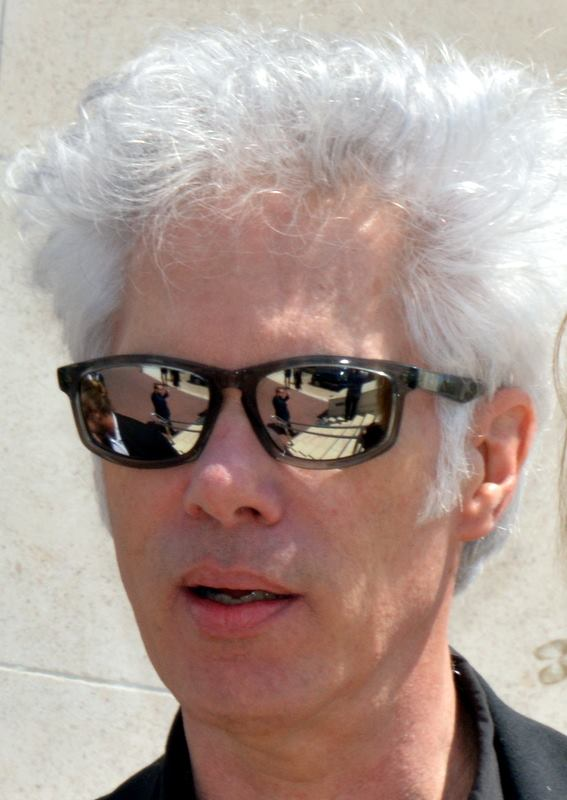
Jim Jarmusch au festival de Cannes 2016.

- Musique : Sqürl (Jim Jarmusch, Carter Logan, Shane Stoneback)[10]
- Décors : Mark Friedberg
- Costumes : Catherine George
- Son : Robert Hein
- Photographie : Frederick Elmes
- Montage : Affonso Gonçalves[11]
- Production : Joshua Astrachan et Carter Logan (producteurs), Daniel Baur, Ronald M. Bozman, Jean Labadie et Oliver Simon (producteurs exécutifs)
- Sociétés de production : Amazon Studios, Animal Kingdom, Inkjet Productions, K5 Film, Le Pacte
- Sociétés de distribution : Le Pacte (France, en salles), Mongrel Media (Canada, en salles), Filmcoopi Zürich (Suisse, tous médias)[12]
- Budget (estimation) : 5 000 000 dollars[13]
- Pays d'origine :  États-Unis,  Allemagne,  France[14]
- Langue originale : anglais[12]
- Format : couleur - 1.85 : 1 - son Dolby SRD[14]
- Genre : drame[1]
- Durée : 118 minutes
- Dates de sortie :
  - France, 16 mai 2016 (Festival de Cannes 2016) ; 21 décembre 2016 (sortie nationale)
  - Canada, 8 septembre 2016 (Festival international du film de Toronto) ; 3 février 2017 (sortie nationale)
  - Allemagne, 17 novembre 2016[12]
  - Belgique, 7 décembre 2016[15]
  - Espagne, 7 décembre 2016[12]
  - Suisse romande, 21 décembre 2016
  - Suisse alémanique, 22 décembre 2016[16]
  - États-Unis, 28 décembre 2016
  - Italie, 29 décembre 2016[12]

## Distribution
| - Adam Driver au festival de Cannes 2016. - Golshifteh Farahani en 2014. |

- Adam Driver (VF : Félicien Juttner) : Paterson, conducteur de bus
- Golshifteh Farahani (VF : Sanda Codreanu) : Laura, compagne de Paterson
- Rizwan Manji (en) (VF : Asil Raïs) : Donny, chef du dépôt des bus
- Dominic Liriano et Jaden Michael : les enfants parlant du boxeur Rubin « Hurricane » Carter
- Barry Shabaka Henley (VF : Jean-Michel Martial) : Doc, le patron du bar
- Trevor Parham : Sam, copain de bar de Paterson
- Troy T. Parham : Dave, frère jumeau de Sam
- Brian McCarthy : Jimmy, un usager du bus[12], prétendu séducteur négligeant de pousser son avantage[9]
- Frank Harts : Luis, copain de Jimmy, prétendu séducteur tout aussi peu réaliste
- Luis Da Silva Jr. : Blood, l'un des jeunes dans la voiture décapotable
- William Jackson Harper (VF : Diouc Koma) : Everett, amoureux éconduit
- Chasten Harmon (VF : Dorylia Calmel) : Marie, la jeune fille harcelée par Everett
- Cliff Smith, dit Method Man (VF : Asto Montcho) : Method Man, rappeur de lavomatique
- Kara Hayward : l'étudiante anarchiste
- Jared Gilman : l'étudiant anarchiste
- Sterling Jerins (en) : la jeune poétesse
- Johnnie Mae : la femme de Doc
- Masatoshi Nagase : le poète japonais[12]

## Production

### Genèse

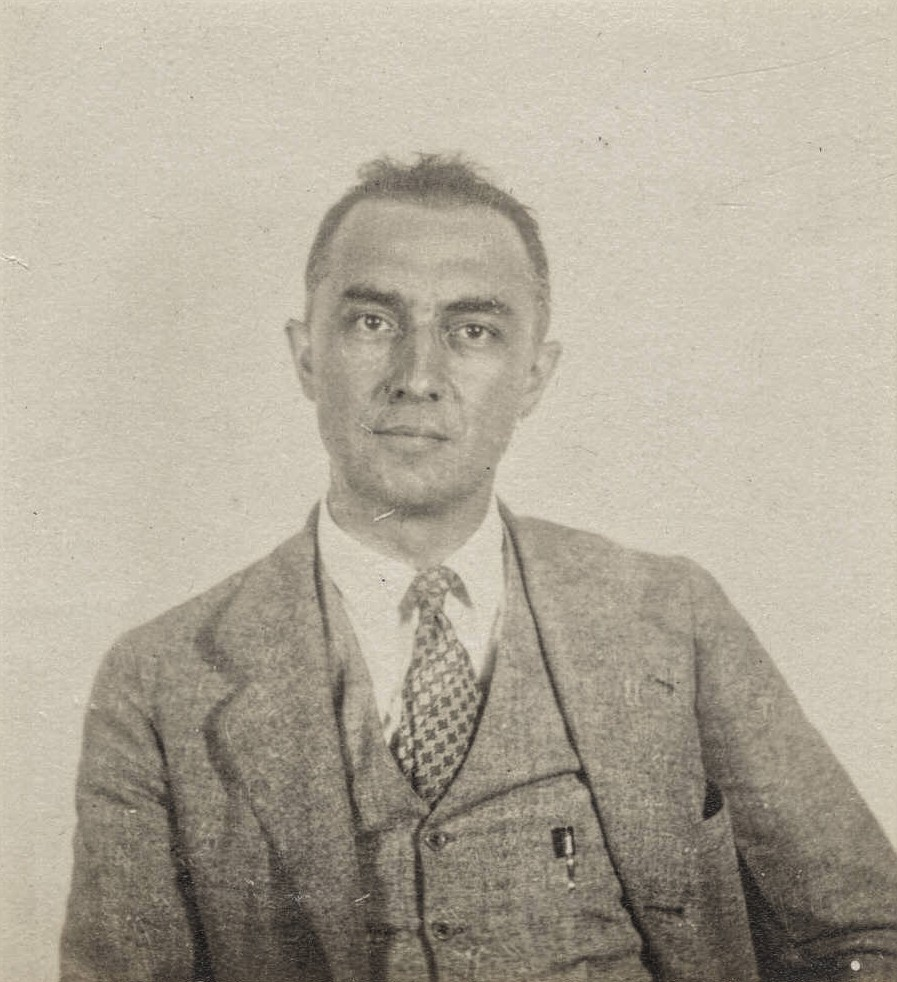
William Carlos Williams vers 1920.

Jarmusch aime les poèmes courts de William Carlos Williams, prédécesseur des poètes de l'École de New York. En revanche, le long poème en cinq livres de cet auteur, Paterson, n'est pas un des préférés du cinéaste. Jarmusch le trouve « abstrait et compliqué », il ne comprend pas tout. Mais c'est ce poème qui lui donne l'idée d'un homme portant le nom de sa ville. Williams y parle en effet de la ville comme d'un homme : 

« Paterson, dit Williams en note liminaire de son livre, est un long poème en quatre parties, montrant qu'un homme est, en lui-même, une ville, commençant, réalisant et terminant sa vie sous des formes que les divers aspects d'une ville peuvent incarner — s'ils sont conçus en imagination —, une ville quelconque, dont tous les détails peuvent être amenés à donner voix et forme aux convictions les plus intimes d'un homme… »

Le réalisateur visite la ville de Paterson dans les années 1990. Il porte en lui le projet de film pendant une vingtaine d'années, prenant des notes. C'est en travaillant sur le documentaire Gimme Danger qu'il commence à écrire le scénario de Paterson. C'est un scénario « dépourvu d'intrigue, de suspense » : 

« Paterson, dit Jim Jarmusch, raconte une histoire tranquille, sans conflit dramatique à proprement parler […] Le film se veut un antidote à la noirceur et à la lourdeur des films dramatiques et du cinéma d’action. C’est un film que le spectateur devrait laisser flotter sous ses yeux, comme des images qu’on voit par la fenêtre d’un bus qui glisse, comme une gondole, à travers les rues d’une petite ville oubliée. »

À la fin de l'année 2014, Adam Driver et Golshifteh Farahani sont contactés pour les deux rôles principaux. La préproduction débute durant l'été 2015.

### Tournage
Le tournage a lieu à la fin de l'année 2015. Il dure 30 jours. Des prises de vue ont lieu dans la mesure du possible à Paterson (les trajets en bus, les chutes d'eau), mais, pour des raisons de crédit d'impôt, la plus grande partie du tournage doit se faire dans l'État de New York : dans le Queens (le bar de Doc), à Yonkers (la maison du couple, la panne de bus) et à Garnerville (en) (l'usine désaffectée),.

## La ville de Paterson
À une trentaine de kilomètres de New York, Paterson, 150 000 habitants, est une ville célébrée par les poètes William Carlos Williams (1883-1963) et Allen Ginsberg (1926-1997).
Ville ouvrière aujourd'hui en décrépitude, elle est décrite en interview par Jarmusch comme un lieu mal famé, où il y a « beaucoup de criminalité, beaucoup de gangs ». Mais le réalisateur ne cherche pas à en donner dans son film un portrait réaliste ni social. Il voit dans cette ville un « lieu suffisamment bizarre et inattendu pour avoir tous ces rapports à la poésie ». Certes, il en montre la diversité ethnique, les rues, l'ambiance visuelle, mais il l'idéalise. Le poète de l'École de New York Ron Padgett rappelle : « Jim ne fait pas des films réalistes. Ce sont comme des fables ou des rêves. »

## Poèmes du film

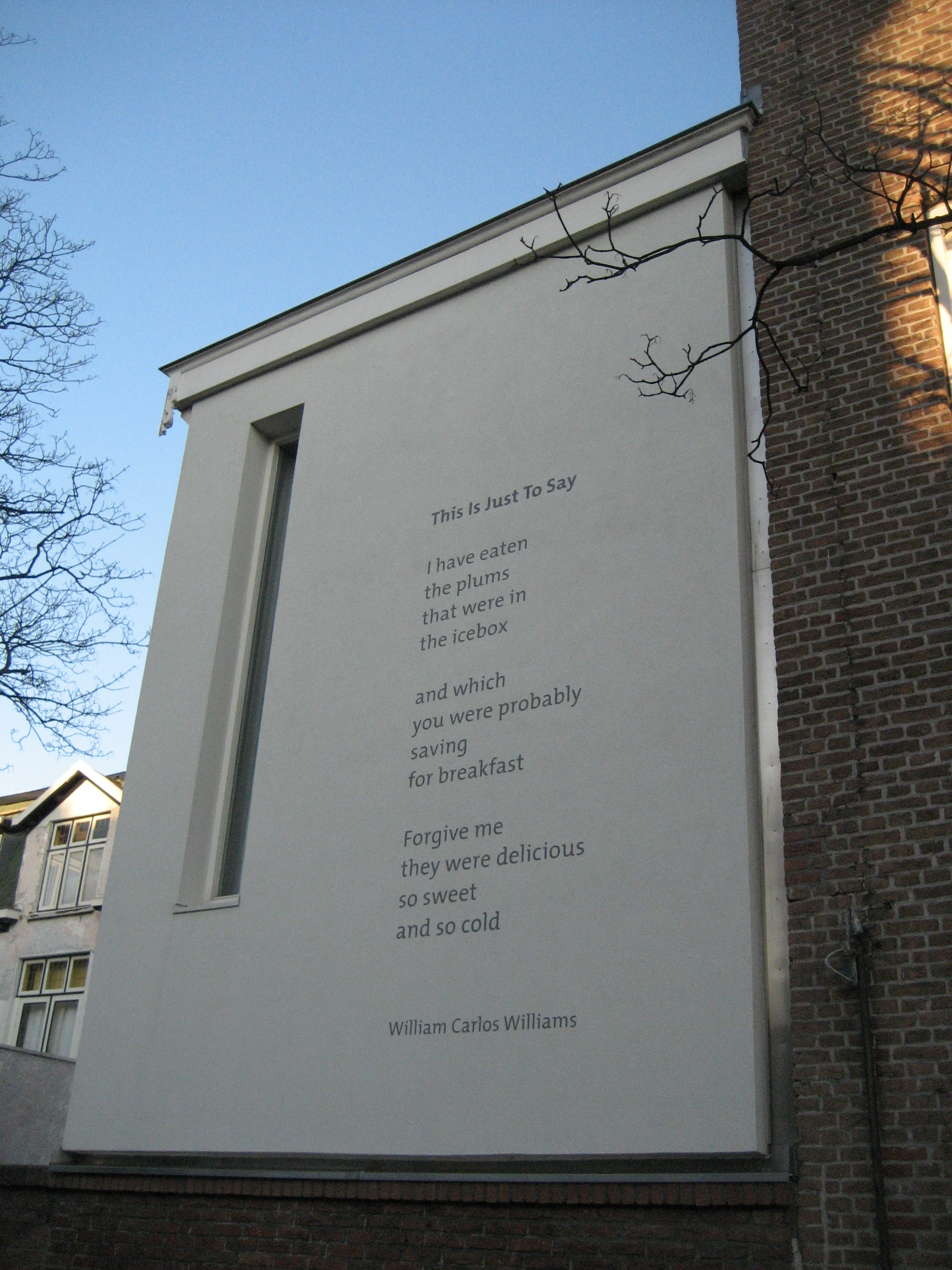
This Is Just To Say de William Carlos Williams, sur un mur, à La Haye.

Jarmusch parle des poèmes courts de William Carlos Williams comme de « petits aperçus de détails ordinaires par lesquels se révèle quelque chose de beau, une réaction humaine à quelque chose de modeste, comme une brouette, un camion de pompier, ou des prunes sur une table ». Le film Paterson, dit Jarmusch, « rend hommage à la poésie des détails, des variations et échanges quotidiens. »
Quatre personnages s'adonnent à la poésie. Au moins dix poèmes sont cités. Paterson lit à Laura le célèbre poème de Williams, This Is Just To Say (1934). Sept poèmes sont dus à Ron Padgett, dont trois écrits spécialement pour le film (Love Poem, Another One et Poem),. Le poème attribué à la petite fille, Water Falls, est écrit par Jarmusch lui-même.

## Bande originale
- I'm Still a Man (Lord Have Mercy), musique de Willie West, Leon Laudenbach, Jukka Sarapaa, Sami Kantelinen et Seppo Salmi, interprété par Willie West.
- Soltane Ghalbha, musique d'Anooshiravan Roohani, paroles de MohamadAli Shirazi, interprété par Ahdieh Badiee (fa).
- Blue Mode, écrit et interprété par Reuben Wilson (en).
- Kieh Kieh Dar Mizaneh, chant traditionnel, arrangé par Javad Maroufi, interprété par Pouran.
- Untitled, écrit par Michael Santiago Render et El-P, interprété par Killer Mike sur l'album R.A.P. Music (en).
- The Whole Town's Laughing at Me, de Marshall Sherman et Ted Wortham, interprété par Teddy Pendergrass.
- Walk Through This World With Me, de Kaye Savage et Sandra Noreen Seamons, interprété par Tammy Wynette.
- Blue Lester, écrit et interprété par Lester Young.
- Lonely Street (en), de Carl Belew, Kenny Sowder et William S. Stevenson, interprété par Gary Carter.
- Margit Waltz, écrit et interprété par Jerry Brightman (en).
- I'm Still a Man, de Sami Kantelinen, Seppo Salmi et Jukka Sarapaa, interprété par Willie West.
- I've Been Workin' on the Railroad, interprété par Golshifteh Farahani.
- Trespasser, d'Arthur Lane, interprété par Bad Medicine[12].

## Accueil

### Accueil critique
L'accueil critique est globalement très positif : le site Allociné recense une moyenne des critiques presse de 4,1 sur 5 et des critiques spectateurs de 3,6 sur 5. Le site américain Rotten Tomatoes décerne une note moyenne de 8,6 sur 10, avec 93 % de bonnes critiques sur un total de 91.
- Gérard Delorme, Première : « En s'interrogeant sur les mystères de l'inspiration et de l'écriture, Jim Jarmusch livre une œuvre de maturité qui pourrait bien constituer son art poétique[11]. »
- Jean Serroy, Le Dauphiné libéré : « Jim Jarmusch, dans un film haïku, revient au minimalisme tendre et amusé de ses débuts, faisant souffler sur le calme plat de la banalité la légèreté de la poésie[11]. »
- Aurélien Allin, sur cinemateaser : « Une exaltation de l'ordinaire décalée, douce et bouleversante[8]. »
- Catherine Balle, sur leparisien.fr : « En mettant en scène ces personnages qui s'aiment comme dans un conte de fées, il nous incite à croire que toute vie peut être un poème[26]. »
- Barbara Théate, Le Journal du dimanche : « Jim Jarmusch fait rimer simplicité, humanité et générosité dans cette tranche de vie portée par une poésie et une cocasserie réjouissantes[11]. »
- Philippe Lagouche, La Voix du Nord : « Une collection de rituels, d'instantanés, de vignettes impressionnistes, d'haïkus trempés dans une solution chimique répondant à toutes nos attentes en matière d'esprit, d'humour, d'originalité et de grâce. La beauté à l'état pur ! Un halo de paix[11]. »
- Jo Fishley, sur Bande à part (magazine) : « Jim Jarmusch fait circuler une poésie des petits riens, de tous les jours, une poésie de la vie lumineuse et enchantée, à la beauté dépouillée, très simple, très ordinaire[27]. »
- Emily Barnett, Les Inrockuptibles : « Paterson est un film de survie poétique. Jarmusch étudie la manière dont les citoyens modèles d'Amérique échappent à la dictature matérialiste de leur vie[11]. »
- Nathalie Simon, sur lefigaro.fr : « Jim Jarmusch magnifie le quotidien d’un couple[28]. »
- Mathieu Macheret, Le Monde : « Ce que filme ici admirablement Jarmusch, c’est non seulement le « travail » afférent à la poésie, mais plus largement la façon dont le monde alentour se dépose en nous, et se met à résonner au prix d’une longue et lente imprégnation — imprégnation qui serait, en retour, le véritable ferment poétique de l’existence[11]. »
- Aurélien Ferenczi, sur telerama.fr : « Sans jamais se départir d'une agréable cocasserie, le film exalte l'harmonie domestique, la sécurité rassurante des rituels. Il fait la somme des micro-bonheurs qu'apportent, érigés en habitudes, l'amour, l'amitié, le travail, la vie en communauté. Et l'écriture[29]. »
- Jacques Morice, sur telerama.fr : « Le film a la valeur d'un vade-mecum. Qui ne prône ni méthode ni discipline pour trouver le bonheur ou la santé — Jarmusch ne vend pas de ces choses. Il vante seulement un certain art de vivre et de voir[1]. »
- Simon Riaux, sur ecranlarge.com : « Rivé à l’existence journalière, monotone, de son héros bienveillant, Jarmusch séduit par le soin et l’humanité qu’il confère à ces situations et ses personnages. Leur humilité, leur rapport simple à l’art et la transcendance, sont porteurs d’une beauté évidente. En considérant la poésie non pas comme un art littéraire supérieur dont la sophistication est synonyme d’élitisme, mais comme une nécessité vitale, un besoin impérieux qui sauve et illumine un monde médiocre, il replace sa pratique dans une perspective merveilleusement accessible[4]. »

### Box-office
Le film a réalisé 399 812 entrées en France et 147 196 en Allemagne.

## Distinctions

### Récompenses
- Palme Dog 2016. Meilleure interprétation canine, à titre posthume : Nellie[31].
- Festival de cinéma et de musique de film de La Baule 2016. Ibis d'or du meilleur film[32].
- Los Angeles Film Critics Association 2016. Meilleur acteur : Adam Driver[33].
- Toronto Film Critics Association 2016. Meilleur acteur : Adam Driver[34].

### Sélections et nominations
- Festival de Cannes 2016 : En compétition pour la Palme d'or[35].